# Vakö myr
Vakö myr este o arie protejată (arie specială de conservare — SAC, sit de importanță comunitară — SCI, arie de protecție specială avifaunistică — SPA) din Suedia întinsă pe o suprafață de 968,1 ha, integral pe uscat.

## Localizare
Centrul sitului Vakö myr este situat la coordonatele 56°30′39″N 14°14′28″E / 56.5109°N 14.2411°E.

## Înființare
Situl Vakö myr a fost declarat sit de importanță comunitară în iulie 2000 pentru a proteja 13 specii de animale. Alte tipuri de protecție:
- arie de protecție specială avifaunistică (în iulie 2000)[2]
- arie specială de conservare (în martie 2011)[1][3][4]

## Biodiversitate
Situată în ecoregiunea boreală, aria protejată conține 4 habitate naturale: Turbării active, Mlaștini turboase de tranziție și turbării mișcătoare, Păduri de fag Luzulo-Fagetum, Taiga vestică.
La baza desemnării sitului se află mai multe specii protejate de  păsări (13): minunița (Aegolius funereus), ciuf de câmp (Asio flammeus), caprimulg (Caprimulgus europaeus), ciocănitoare neagră (Dryocopus martius), muscar (Ficedula parva), ciuvică (Glaucidium passerinum), cocor (Grus grus), sfrâncioc roșiatic (Lanius collurio), ciocănitoare de munte (Picoides tridactylus), ploier auriu (Pluvialis apricaria), cocoșul de mesteacăn (Tetrao tetrix tetrix),  cocoș de munte (Tetrao urogallus), fluierar de mlaștină (Tringa glareola).